# عضال غدي رحمي
عُضال غُدّيّ رحميّ هو حالة طبية تتميّز بوجود أنسجة الغدية الرحمية منتبذة في الجدار العضلي للرحم. كان يُسمى سابقًا انتباذ بطاني رحمي داخلي، ولكن العضال الغذي الرحمي يختلف عن الانتباذ البطاني الرحمي وهذين المرضين يشكلان كيانين منفصلين، يتواجدان جنبًا إلى جنب في كثير من الحالات.

## علامات وأعراض
بعض النساء مع العضال الغدي الرحمي لا تواجه أي أعراض (%30)، في حين أن البعض الآخر قد يواجه أعراض شديدة وموهنة.
تشمل الأعراض الأخرى:
- ألم مكثّف منهك
- شعور بانكماشات قوية للرحم
- المغص البطني
- شعور بالعبء
- الضغط على المثانة البولية
- إحساس كالاحتكاك في الفخذين والساقين
- نزيف غزير
- خثرات دموية كبيرة